# Friedrich Buschtöns
Friedrich Buschtöns (* 13. September 1895 in Darmstadt; † 14. April 1962 in Berlin) war ein deutscher Theologe und Oberkirchenrat.

## Leben und Wirken
Buschtöns bestand seine Abiturprüfung und studierte Evangelische Theologie. Nach seiner Dienstzeit als Vikar wurde er zum Pfarrer ordiniert. 1924 lehrte er am  Kirchlichen Auslandsseminar in Stettin-Kückenmühle.
1928 ging er nach Brasilien. Er wurde Pfarrer der deutschen Gemeinde in Santa Cruz do Sul, Leiter der Deutschen Schule und stellvertretender Synodalpräsident der Evangelischen Kirche von Rio Grande do Sul.
1931 kehrte er nach Deutschland zurück und übernahm eine Pfarrstelle in Bielefeld. Hier fand er Anschluss an die völkisch-nationalistischen Positionen der Deutschen Christen und wurde zu einem ihrer führenden Vertreter in Westfalen.
1939 wurde er als landeskirchlicher Pfarrer mit der Amtsbezeichnung Oberkonsistorialrat in den Evangelischen Oberkirchenrat (EOK) in Berlin, die oberste Kirchenbehörde der altpreußischen Landeskirche berufen.
Im gleichen Jahr erklärte er seine Mitarbeit am Institut zur Erforschung und Beseitigung des jüdischen Einflusses auf das deutsche kirchliche Leben.
Innerhalb des EOK war Buschtöns für Bildung und Ausbildung verantwortlich. Während seiner Dienstzeit im EOK stellte er eine „Landeskirchliche Hauptbibliothek“ genannte Büchersammlung zusammen, mit der er den Bestand der Bibliothek für den EOK vergrößerte. Als Deutscher Christ nahm er darauf Einfluss, dass überwiegend nationalsozialistische Literatur angeschafft werden musste. Während des Zweiten Weltkrieges wurden große Teile des Bibliotheksbestandes nach Züllichau und Stolberg (Harz) verlagert. Die Buschtönssche Sammlung konnte durch zeitweilige Verlagerung nach Schloss Ilsenburg gerettet werden. Sie gelangte nach dem Kriege zunächst in die Kirchenmusikschule des Evangelischen Johannesstifts, bevor sie dem EOK zurückgegeben wurde.
1945 übernahm er die Aufsicht über die kirchlichen Vermögenswerte im Schloss Ilsenburg und wenig später über das kirchliche Flüchtlingslager in Stolberg. 1946 wurde Buschtöns in den Ruhestand versetzt. Er hat aber auch danach noch pfarramtliche Dienste geleistet, so etwa in Kleinmachnow. 1955 gehörte er zum Herausgeber- und Redaktionskreis der vom ZK der SED angeregten Zeitschrift Glaube und Gewissen: eine protestantische Monatsschrift.

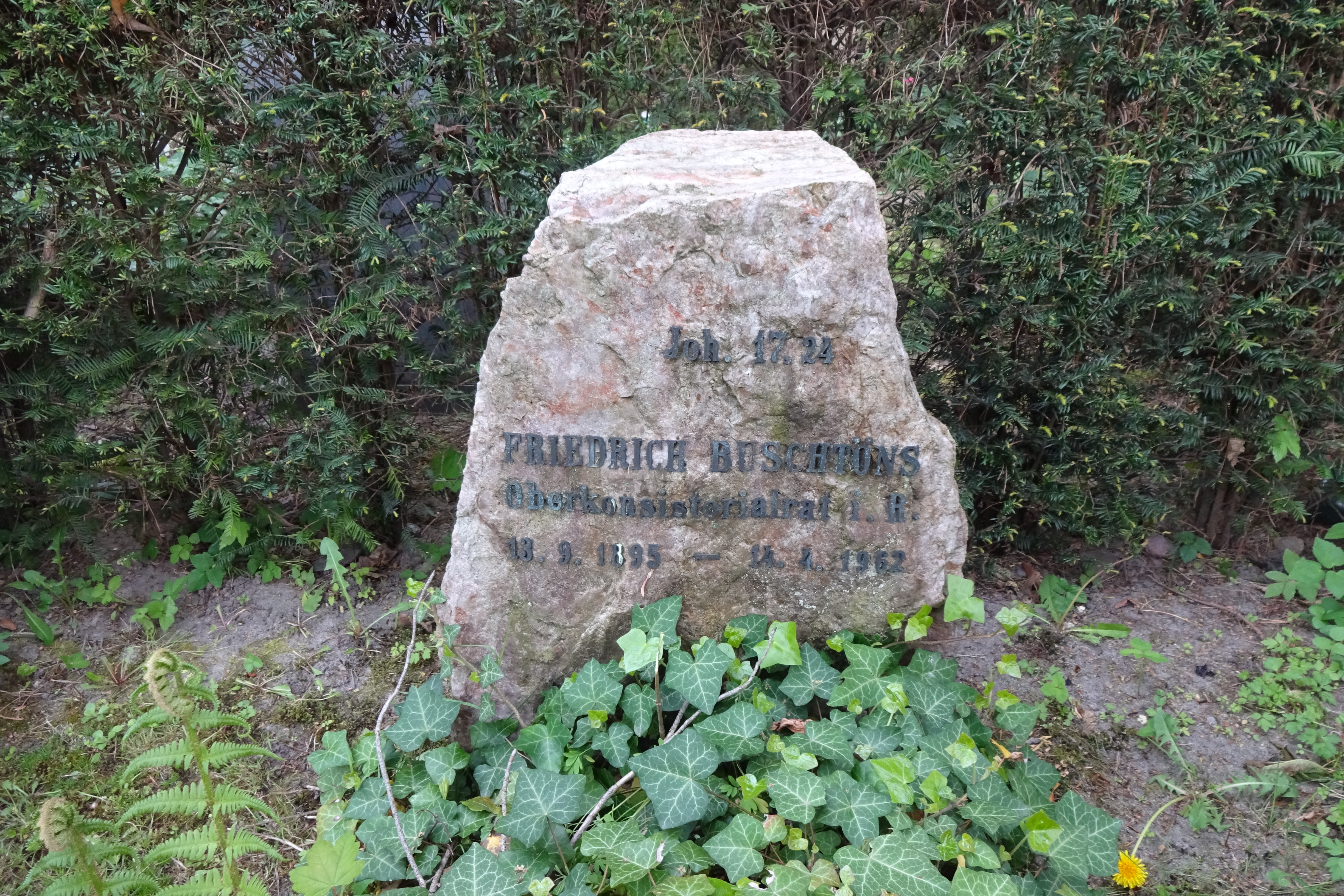
Grabstätte

Er ist auf dem Evangelischen Kirchhof Nikolassee bestattet.